# Riadas del Vallés
Las riadas del Vallés fueron una serie de inundaciones que provocaron la mayor catástrofe natural e hidrológica de la historia de España, el 25 de septiembre de 1962 en la comarca del Vallés Occidental, en Cataluña, y en menor medida, en el Vallés Oriental y Barcelonés, originada por grandes precipitaciones que desbordaron los ríos Llobregat y Besós, así como sus afluentes en las partes más bajas, provocando una avenida torrencial de agua que causó entre 600 y 1000 víctimas mortales, miles de heridos y varios miles de millones en pérdidas en un transcurso de entre una hora y media y tres horas.

## Causas
Pese a que, principalmente, las causas naturales fueron meteorológicas, se consideró que las geográficas, geológicas y urbanísticas jugaron también un papel muy importante.

### Meteorológicas

Localización en Cataluña del Vallés Occidental.

Tras una larga temporada de sequía cayeron precipitaciones de 212 litros por metro cuadrado en menos de tres horas que hicieron crecer el caudal de la parte final del Llobregat, el Besós y sus afluentes. Las lluvias afectaron principalmente a la comarca del Vallés Occidental, pero también fueron considerables en el Vallés Oriental, el Bajo Llobregat y el Maresme.
Ríos más bien insignificantes como la riera de Rubí y de Ripoll crecieron de manera excepcional llevándose por delante todo lo que encontraron a su paso. El barrio de las Arenas en Tarrasa, el Escardívol de Rubí y muchas fábricas de Sabadell desaparecieron bajo las aguas.
Los caudales aproximados máximos estimados fueron:
- Riera de las Arenas, Rubí: 1750 m3/s.
- Riera Ripoll, Sabadell: 2000 m3/s.
- Riera Ripoll, Sardañola del Vallés: 3200 m3/s.
- Río Besós, San Adrián de Besós: 5000 m3/s.

### Geográficas
El lecho de la riera de les Arenes permanece seco durante gran parte del año, siendo necesaria la caída de unos 60 l/m2 para que circule el agua. La chimenea de aire caliente que subió en una masa de aire frío, desencadenó unos caudales punta superiores a 1000 m3/s.

### Geológicas
Las características geológicas de la zona, con terrenos sedimentarios y arcillosos provocan que el lecho de la rieras esté lleno de arcillas, guijarros y gravas. También, un gran número de árboles y piedras que había cerca del río ayudaron a aumentar la catástrofe. Hoy en día, el lecho ha vuelto a poblarse despertando la preocupación de los vecinos.

### Urbanísticas
El desarrollo económico del Vallés de la década de los 40 y 50 del siglo XX conllevó la llegada de mayor población, que supuso la construcción de edificaciones próximas a los ríos, tanto viviendas como industrias, con un descontrol urbanístico acentuado. Estos barrios marginales creados ante el gran problema de la vivienda con poca calidad de construcción fueron los más afectados.

## Efectos
La riada que afectó a las poblaciones de Tarrasa, Rubí, Sabadell, San Quirico de Tarrasa, Sardañola del Vallés, Ripollet, Mollet del Vallès, Moncada y Reixach, y San Adrián de Besós causó entre 600 y 1000 víctimas, miles de heridos y unas pérdidas estimadas en unos 2650 millones de pesetas en un transcurso de entre una hora y media y tres horas, siendo la mayor catástrofe natural de la historia de España.

### Tarrasa
El término de Tarrasa está atravesado por numerosos torrentes y por dos rieras, habitualmente secas, la función de las cuales es transportar el agua del macizo de San Lorenzo del Munt y la Sierra del Obac al río Llobregat y por esta corriente hasta el mar Mediterráneo. La riera del Palau, que nace en el norte de la localidad, pasaba por la rambla de Égara mediante un colector que se unía a la riera de las Arenas. Esta riera atravesaba la ciudad sin canalizar y formaba, en Les Fonts, la riera de Rubí. La gente conocía los estragos que se producían cuando bajaban las rieras pero el problema radicó en que se dejó construir en su entorno, agravándose exponencialmente la catástrofe. En la rambla de Égara —entonces avenida del Caudillo—, el colocador se obstruyó por los materiales que arrastraba la riera del Palau. El puente de Renfe que hizo de dique se colapsó y el agua alcanzó más de dos metros de altura, llevándose todo lo que encontraba a su paso. Tan solo en la rambla perdieron la vida 72 personas y 17 se dieron por desaparecidas. La riada asoló las fábricas situadas en la parte alta, derribó varias casas y arrastró los automóviles hasta la Rambleta. Por otra parte, la riera de las Arenas desvió su cursó en los bloques de los grupos de Sant Llorenç y fluyó por un antiguo cauce asolando por el margen derecho el actual barrio de Égara, el triángulo de la muerte donde provocó más de un centenar de víctimas y derribó gran parte de las casas.

### Rubí
En el término de Rubí situado en el Vallés Occidental, se cifraron unas víctimas mortales de más de 250 personas. El barrio del Escardivol, quedó arrasado y se declaró como zona catastrófica.

### Sabadell

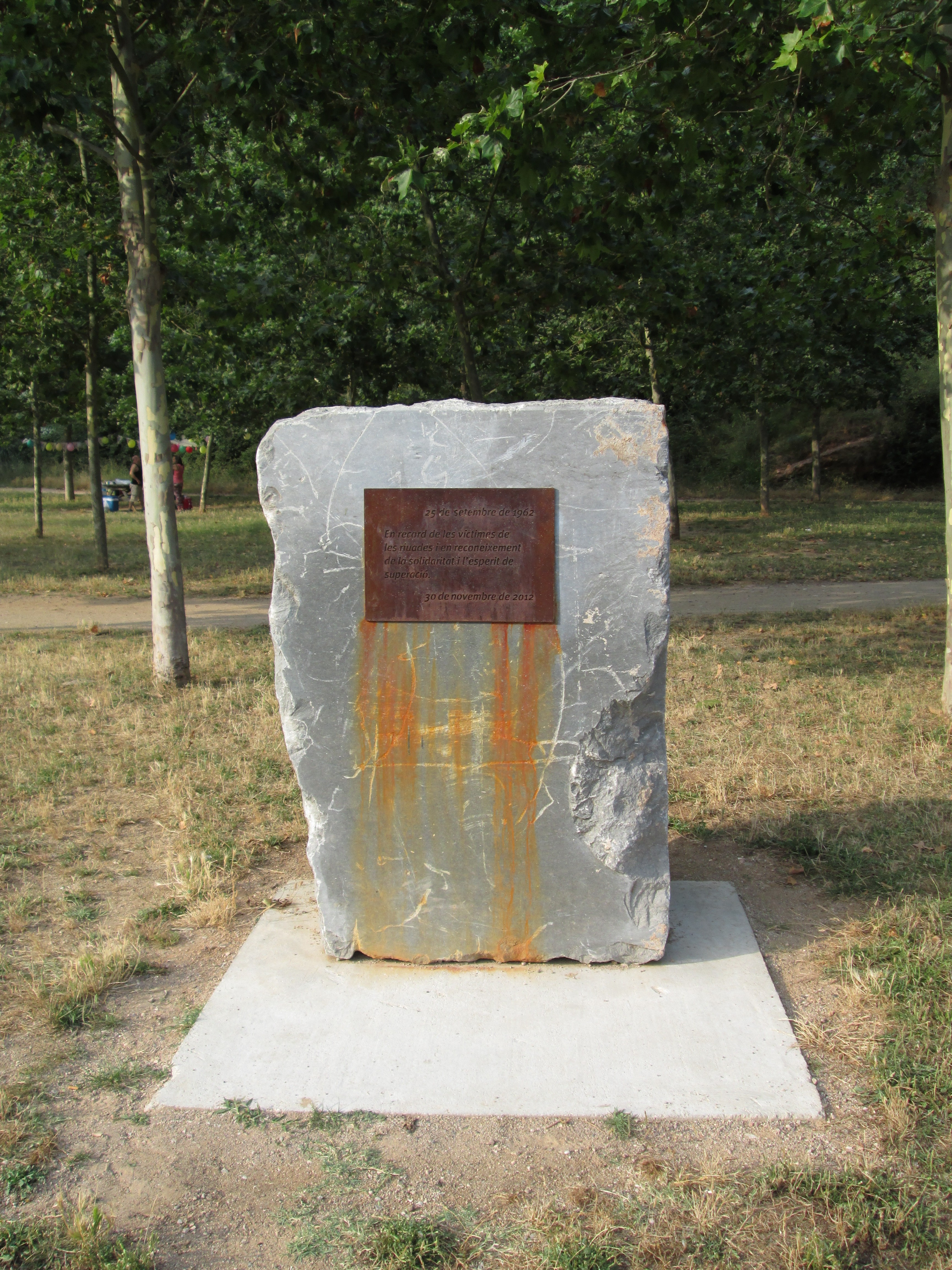
Monumento en recuerdo de las víctimas de las riadas en Sabadell con motivo del 50.º aniversario de la catástrofe

En Sabadell, las aguas de las rieras del término municipal y el río Ripoll fueron subiendo hasta que llegaron a las viviendas y las industrias situadas dentro o en el lateral del curso fluvial. La riada se llevó las casas que encontró en su paso. El barrio de Torre-romeu, situado en el nordeste de la ciudad, en el otro lado del Ripoll y edificado en buena parte sobre el lecho del río, fue uno de los barrios más afectados de Sabadell. Can Puigener fue otro de los barrios que más sufrió la riada. También en los barrios de la Plana del Pintor o Campoamor la lluvia afectó muchas casas sencillas. Las industrias situadas en el curso del río también fueron muy castigadas.
| Algunos vecinos todavía recuerdan ahora como, con la luz del único coche que entonces había en el barrio de Torre-romeu -el del farmacéutico- se guiaban para rescatar de entre el agua y el fango los sabadellencs que la riada arrastraba. [...] Los vecinos, bajo la lluvia, huían espantados de las casa y, cuando no podían huir, se enfilaba en los terrados y tejados para pedir socorro. [...] Los mismos vecinos veían como el agua se los llevaba. —Jordi Calvet, 1984 |

Al día siguiente, el 26 de septiembre, se calculó que la riada había afectado al 80 % de las industrias de aprestos y acabados de Sabadell, lo que suponía el 40 % de la capacidad de España. Todas las fábricas fueron afectadas. Tintorería Castelló hacía pocos días que había inaugurado el edificio y la maquinaria, que era nueva, quedó completamente destruida. Acabats Estruch, S.A., Tints i Aprestos Casanoves Argelaguet, S.A., Ramon Buxó i fills, Indústries Casablanques, S.A., Llorens i Torra, S.A., Grau, S.A., Sabadell Tèxtil, S.A., entre otras fueron algunas de las industrias afectadas en Sabadell.

### Cerdanyola del Vallés

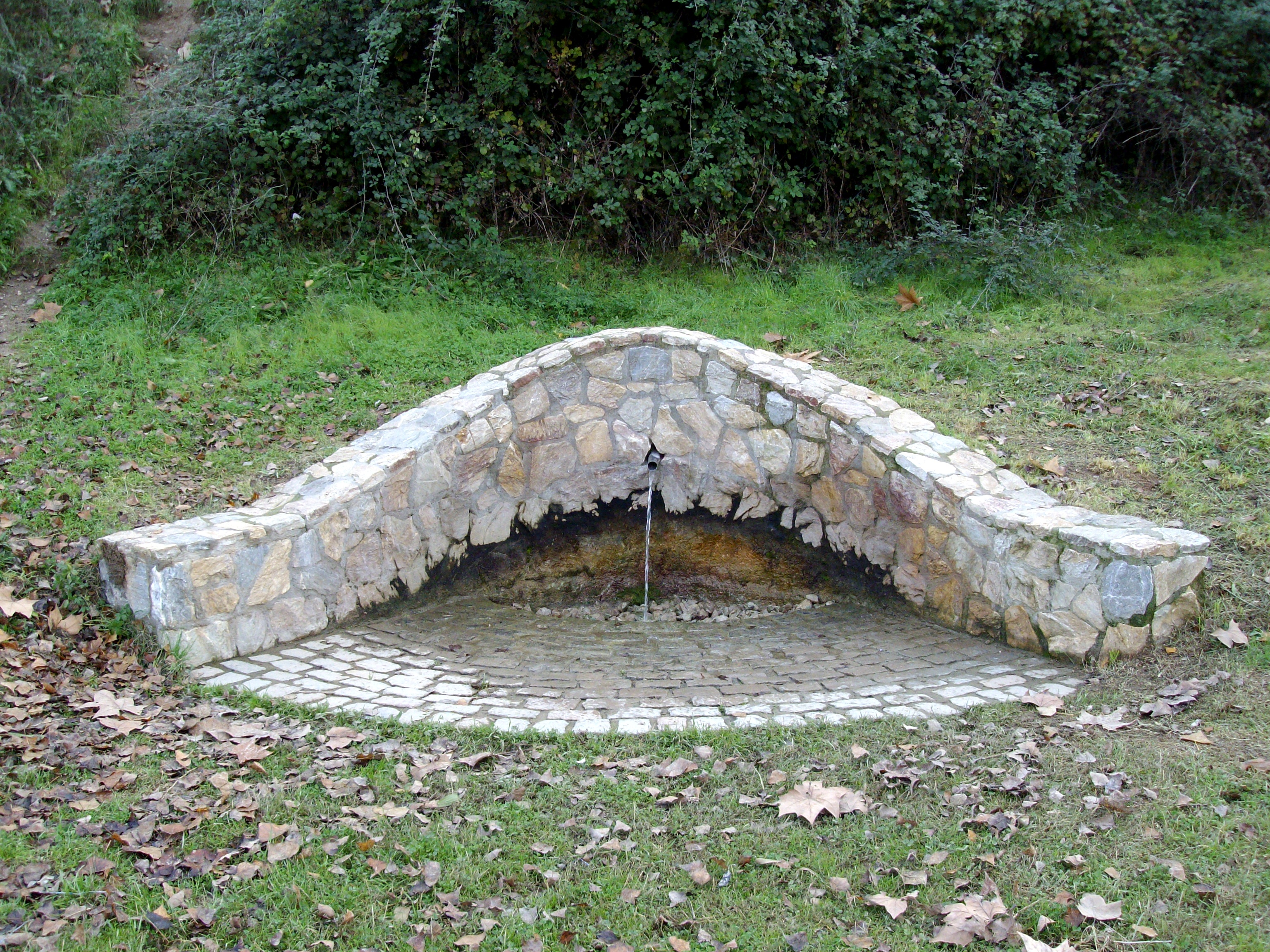
Fuente del Cañar. Fuente natural situada cerca del molino d'en Font, en el margen derecho del río Ripoll. La fuente original desapareció en la riada de 1962, estaba situada en un lugar cercano a donde está ahora, en una cañar, de ahí su nombre.

Las inundaciones en Cerdanyola del Vallés no fueron tan pronunciadas ya que el río Sec y el río Mayor, los dos ríos que fluyen por la localidad, no recibieron la misma cantidad que la riera de las Arenas o el río Ripoll, así, pese a las numerosas pérdidas materiales no se contabilizaron víctimas mortales. Las familias que perdieron sus casas, básicamente en el barrio de Montflorit, fueron realojadas mediante la ayuda que recibieron del Ayuntamiento.

### Ripollet
En la localidad de Ripollet, el número de víctimas fue de 12 y la inundación destruyó fábricas, la mayoría de ellas, textiles y de papel, así como 36 viviendas. Ripollet, aún no recuperado, un mes y medio más tarde, el 4 de noviembre volvió a sufrir otra riada y hasta una tercera, el 7 de noviembre del mismo año, causando más perdidas materiales.

### Mollet del Vallès
En el término municipal de Mollet del Vallès la tormenta, que dejó 163 litros por metro cuadrado, duró entre una hora y media y tres horas, llegando en algún momento de máxima intensidad a los seis litros por minuto. Pese a provocar muchos daños materiales y personales no causó víctimas mortales. El museo Abelló situado en esta localidad descubrió entre la documentación personal de Joan Abelló un escrito en el que Pablo Picasso cedía una de sus obras en beneficio de los damnificados de Barcelona.
| Je, soussigné PABLO PICASSO, donne cette toile aux sinistrés de la province de BARCELONE. Yo, Pablo Picasso, ofrezco este cuadro a los damnificados de la provincia de BARCELONA —Pablo Picasso, 29 de septiembre de 1962 |

### San Adrián de Besós
San Adrián de Besós, en el Barcelonés, se quedó aislado por tren ya que la riada derribó el puente de Renfe de San Adrián. Hasta el día siguiente no se estableció un servicio de autobuses que conectaron con la estación de Francia mientras se instalaba el puente provisional. El cuerpo de ingenieros del ejército construyó un puente Bailey, que estuvo operativo durante un año, desbancando al tiempo récord de los trenes verdes suizos que llegaron a realizar el trayecto Barcelona-Mataró en 15 minutos, tiempo que por otros motivos ya no se ha recuperado más, quedando en los 45 minutos actuales.

### San Quirico de Tarrasa
La población de San Quirico de Tarrasa se vio afectada por la crecida del río Sec a su paso por el barrio de Los Rosales, que provocó numerosas víctimas y daños materiales.

### Moncada y Reixach
La localidad de Moncada y Reixach sufrió la tragedia más grave de su historia. Perecieron 30 personas y los costes ascendieron aproximadamente a unos 200 millones de pesetas. Tras las inundaciones, la población realizó una reestructuración económica y urbanística de la ciudad.

## Reacciones

### Reacciones inmediatas
Toda la zona del Vallés fue declarada nacional e internacionalmnente zona catastrófica, con la consiguiente ayuda de todo tipo de organizaciones públicas y privadas como la Cruz Roja, el ejército español, la Guardia Civil (desplegó a su Tercio Móvil), administraciones, asociaciones, gremios y población civil voluntaria mediante apoyo material o con la apertura de cuentas corrientes para la ayuda hacia la población catalana afectada.

## Reacciones posteriores
Tras la catástrofe, la Confederación Hidrográfica del Pirineo Oriental tomó las medidas pertinentes para encauzar el caudal del río, ampliando su lecho y construyendo defensas de hormigón.

### 50.º aniversario
Con motivo del 50.º aniversario, el 25 de septiembre de 2012, se organizaron diversos actos y se recreó material para recordar este hecho, buscando también la participación popular a través de un sitio web para recoger toda la información y testimonios posibles.